# Faiq Həsənov

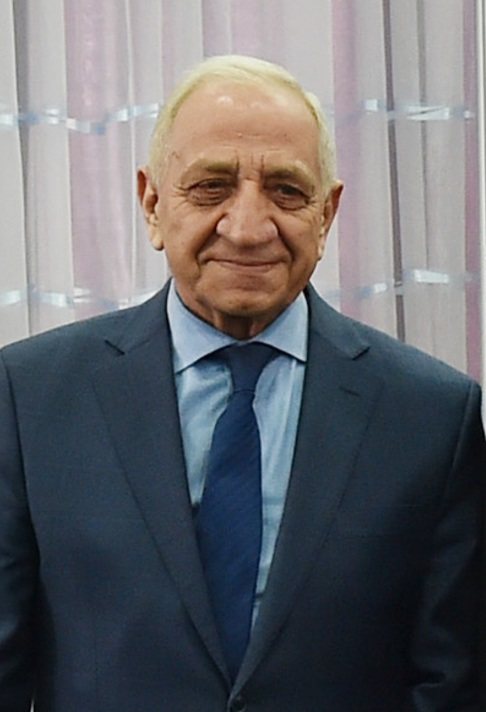
Faiq Həsənov, 2015

Faiq Zülfüqar oğlu Həsənov (beim Weltschachbund FIDE Faig Gasanov; * 13. April 1940 in Kirowabad) ist ein aserbaidschanischer Schachschiedsrichter, -funktionär und Fernsehmoderator.

## Leben
Həsənov, der früher als wissenschaftlicher Sekretär im Ministerium für Landwirtschaft der AsSSR tätig war, ist seit 1980 Internationaler Schiedsrichter. Erstmals betreute er ein internationales Turnier 1964 in Baku. Zu Schachveranstaltungen, bei denen er als Schiedsrichter eingesetzt wurde, zählen die Schacholympiaden 1984 und 1986, Titelkämpfe um die Schachweltmeisterschaft der Frauen und andere bedeutende Turniere. Während der Schachweltmeisterschaft 2006 zwischen Kramnik und Topalow, welche vom sogenannten Toilettenskandal überschattet wurde, gehörte er zum Appellationskomitee.
Zusammen mit Garri Kasparow und Elmar Məhərrəmov war Həsənov einer der Redakteure der zweisprachigen Schachzeitschrift Schachmaty. Als Co-Autor verfasste er einige Schachbücher. Einzigartig ist seine Leistung als Fernsehmoderator der Sendung Şahmat klubu, die von ihm schon seit vierzig Jahren präsentiert wird. Sie ist wohl die älteste, heute noch im Programm befindliche Fernsehsendung ihrer Art weltweit. Sie wird wöchentlich produziert und von AzTV ausgestrahlt.
Həsənov, der das Amt des Vizepräsidenten der Schachföderation Aserbaidschans bekleidet, wurde 2000 für seinen Beitrag zur Entwicklung des Schachspiels mit dem Şöhrət-Orden ausgezeichnet. Im Jahr 2020 wurde ihm der Şərəf-Orden verliehen. Er ist auch Verdienter Sportler der Republik Aserbaidschan.
Im April 2025 bekam Həsənov einen Eintrag ins Guinness World Records als Schachschiedsrichter mit der längsten Karriere.